# エリカ・エリソン
エリカ・エリソン（Erica Ellyson、1984年10月1日 - ）は、アメリカ合衆国のポルノ女優。ミシシッピ州パスカグーラ出身。

## 経歴
ペントハウス2007年1月のペントハウス・ペットを務め、ペット・オブ・ザ・イヤー2008に選ばれた。